# 平沢茂太郎
平沢 茂太郎（ひらさわ しげたろう、1930年9月9日 - 2011年6月20日 ）は、東京都出身の画家、イラストレーター。

## 書籍
- 略画事典（1977年）
- ぼくらの略画・カット入門（1981年）
- 新しい略画・イラスト・図案3000（1983年2月）
- 新しい図案カット集3000 （1986年8月）
- すぐに役立つ略画・図案大百科 （1990年12月）
- すぐに使える略画・イスラト・図案集 （1992年10月）

### 絵本・図鑑
- 恐竜パノラマ大図鑑
- 恐竜(絵本図鑑)
- 恐竜物語ティラノサウルス
- 恐竜物語プテラノドン
- くびながりゅうの発見
- サメはほんとうにこわいのか（原作：矢野憲一）
- ぼくは小さなサメ博士（原作：矢野憲一）